# 青新高速道路
青新高速道路（青島-新河高速道路）（せいしんこうそくどうろ、簡体字: 青新高速公路（青岛-新河高速公路））は、中華人民共和国の国家高速道路網を構成する、全長109.08kmの、全区間が副省級市たる山東省青島市内に位置する高速道路である。路線番号はG2011。城陽区と県級市の即墨区、平度市を結ぶ 。青銀高速道路の支線である。